# Pales (planetoïde)
(49) Pales is een planetoïde in de planetoïdengordel tussen de banen van de planeten Mars en Jupiter. Pales heeft een diameter van ongeveer 166 km en draait in 5,455 jaar om de zon. Ze heeft een sterk ellipsvormige baan waarin de afstand tot de zon varieert tussen de 2,412 en 3,785 astronomische eenheden. De baan maakt een hoek van ongeveer 3° ten opzichte van de ecliptica.

## Ontdekking en naamgeving
Pales werd op 19 september 1857 ontdekt door de Duitse astronoom Hermann Goldschmidt. Goldschmidt ontdekte dezelfde nacht ook planetoïde (48) Doris. In totaal ontdekte hij 24 planetoïden.
Pales is genoemd naar Pales, de godin van de herders in de Romeinse mythologie.

## Eigenschappen
Pales wordt door spectraalanalyse ingedeeld bij de C-type planetoïden, wat betekent dat ze een relatief laag albedo heeft en een donker oppervlak. C-planetoïden zijn rijk in organische verbindingen. Pales draait in ongeveer 20,7 uur om haar eigen as.